# Lomtjärnen (Föllinge socken, Jämtland)
Lomtjärnen är en sjö i Krokoms kommun i Jämtland och ingår i Indalsälvens huvudavrinningsområde.